# Vražné
Vražné é uma comuna checa localizada na região de Morávia-Silésia, distrito de Nový Jičín‎.
É a cidade natal de Gregor Mendel, pai da genetica.